# Sarre (Bode)
Die Sarre ist ein nördlicher und linker Zufluss der Bode. Sie fließt durch die Magdeburger Börde im sachsen-anhaltischen Landkreis Börde.

## Verlauf
Südlich von Bergen, einem nordwestlichen Ortsteil von Wanzleben-Börde, münden die Dremse von Osten und der Geesgraben von Norden in den Großen Teich (112,5 m ü. NHN), dessen Abfluss die Sarre bildet.
Die Sarre fließt anfangs westlich des Weinberges (125,1 m Höhe) in Südrichtung auf Remkersleben zu, um kurz vor der nicht von ihr durchflossenen Ortschaft etwa nach Osten abzuschwenken. Nahe Remkersleben münden der Röthebach und Sauerbach in den rechtsseitig zur Sarre verlaufenden Mittelgraben ein. Ab dem bei Domersleben gelegenen Großen Mühlenberg (123,6 m) wendet sich die Sarre in Nord-Süd-Richtung.
Dann durchfließt die Sarre in gleicher Richtung das Ortsgebiet von Wanzleben, an dessen Nordrand sie die Burg Wanzleben westlich passiert, um anschließend die Bundesstraße 246 am südlichen Ortsrand zu unterqueren. Diesen Verlauf behält sie etwa bis Bottmersdorf bei. Dort schwenkt die Sarre nach Südwesten, um auf Klein Germersleben zuzufließen. Kurz darauf unterquert sie die B 180, fließt von Osten nach Westen auf Groß Germersleben zu und wird dort von der Landesstraße 76 überquert, um dann nach Südosten abzubiegen.
Schließlich mündet die Sarre etwas südöstlich von Groß Germersleben auf 72,1 m Höhe in den dort von Westnordwesten kommenden Saale-Zufluss Bode.